# Projekt 10410
Třída Světljak je třída ruských hlídkových a raketových člunů. Vyvinuty byly pro sovětské námořnictvo a nástupnické ruským. Zahraničními uživateli třídy jsou Slovinské námořnictvo a Vietnamské lidové námořnictvo. Rodina plavidel této třídy zahrnuje varianty označené Projekt 10410, Projekt 10411 (jiný pramen uvádí projekt 10410B) a Projekt 10412. Zařazování plavidel této třídy do služby začalo roku 1989. Celkem bylo postaveno 42 jednotek, přičemž tři plavidla nebyla dokončena.

## Konstrukce

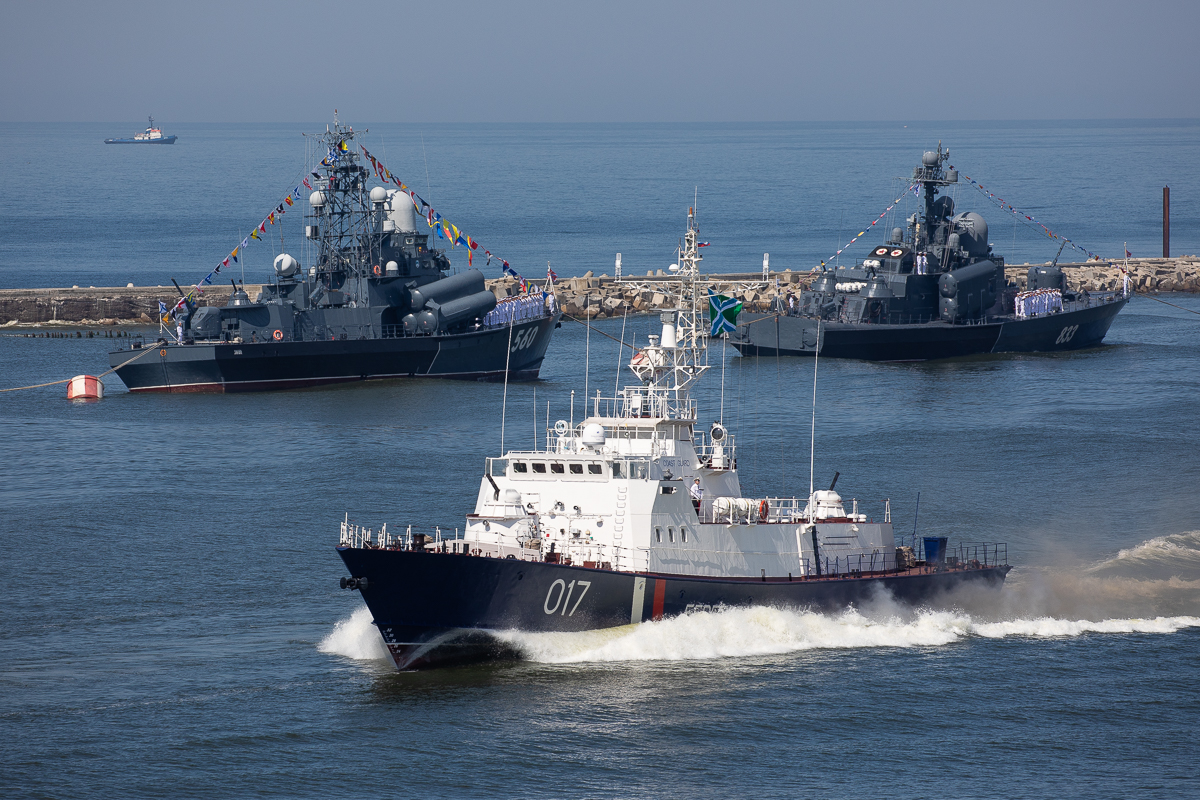
Ruské plavidlo Vasilij Grjazev

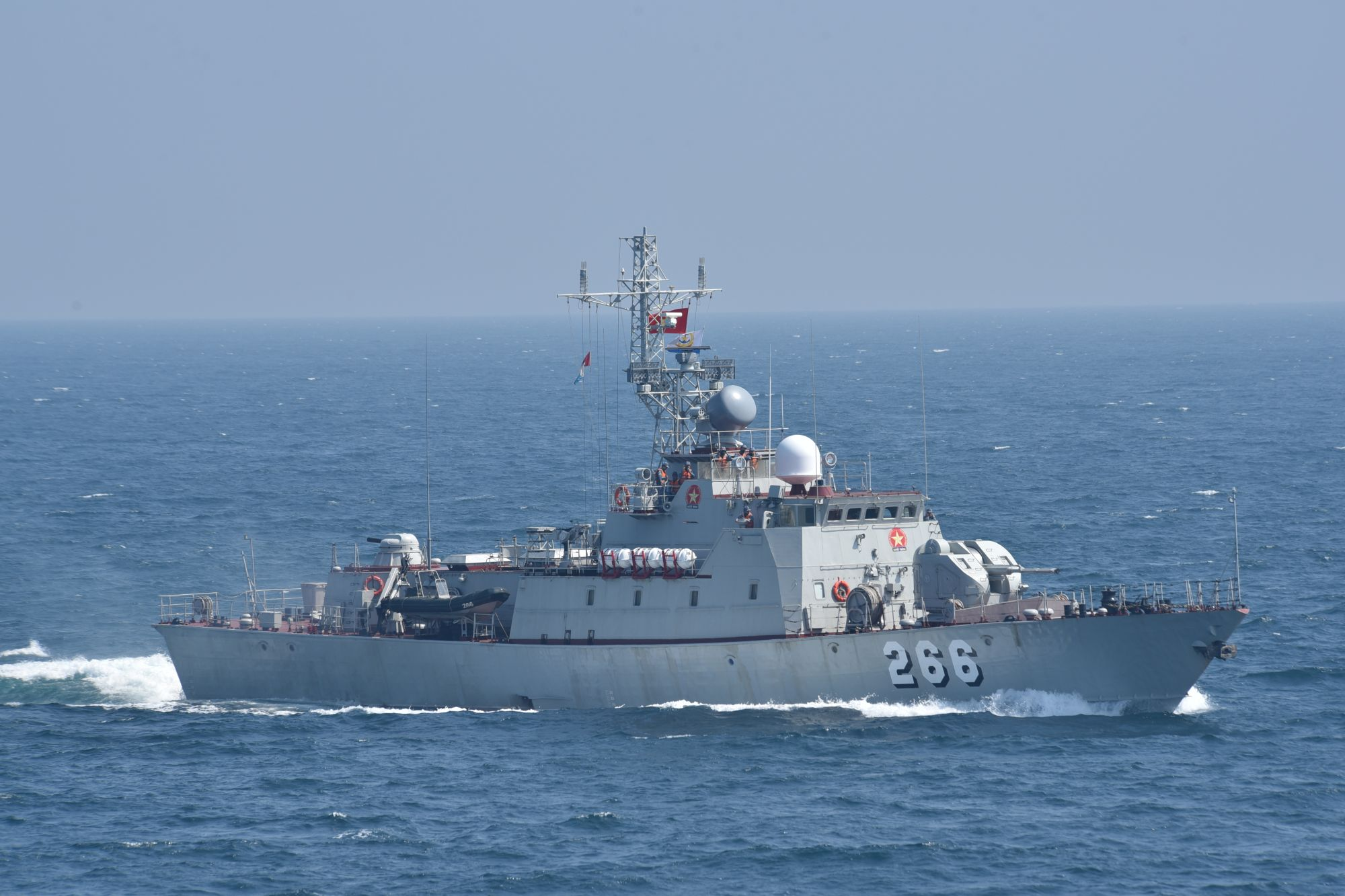
Vietnamské plavidlo HQ-266

Plavidla tohoto typu jsou konstruována k plnění širokého spektra úkolů, zahrnujícího například hlídkování, ničení ponorek a hladinových lodí (dle použité sestavy výzbroje). Jsou vybavena trojicí dieselových motorů, díky kterým mají cestovní rychlost třináct uzlů a nejvyšší rychlost třicet uzlů. Dosah je 2200 námořních mil. Lodní šrouby jsou tři.

### Projekt 10410
Hlídkové čluny provozované ruským námořnictvem a pobřežní stráží. Slouží k hlídkování v pobřežních vodách a ochraně výhradních ekonomických zón. Hlavňovou výzbroj tvoří jeden 76,2mm kanón AK-176M a jeden systém blízké obrany AK-630M. K obraně proti letadlům nesou šestnáct přenosných protiletadlových raketových kompletů Igla-1M. Dále nesou dva vrhače granátů a dva protiponorkové torpédomety OTA-40A.

### Projekt 10411
Raketové čluny určené pro operace v pobřežních vodách. Mimo 76,2mm kanón, obranný systém AK-630M a přenosné protiletadlové střely Igla-1M nesou rovněž osm protilodních střel Ch-35E Uran (v kódu NATO SS-N-25 Switchblade) s dosahem 130 km.

### Projekt 10412
Exportní varianta ve verzi hlídkový člun. Má západní dieselové motory typu MTU 4000. Vietnam v roce 2002 získal dva čluny projektu 10412. Další dvě jednotky objednal v roce 2009.
Jeden člun tohoto typu odebralo Slovinsko jako součást deblokace sovětského dluhu a zařadilo ho do svého námořnictva v listopadu 2010 jako Triglav. Jeho výzbroj tvoří obranný systém AK-306M, dva 14,5mm kulomety, šestnáct přenosných protiletadlových řízených střel Igla, protitankový systém Šturm a výmetnice klamných cílů PK-10. Je vybaven dekompresní komorou pro potápěče.

## Operační služba

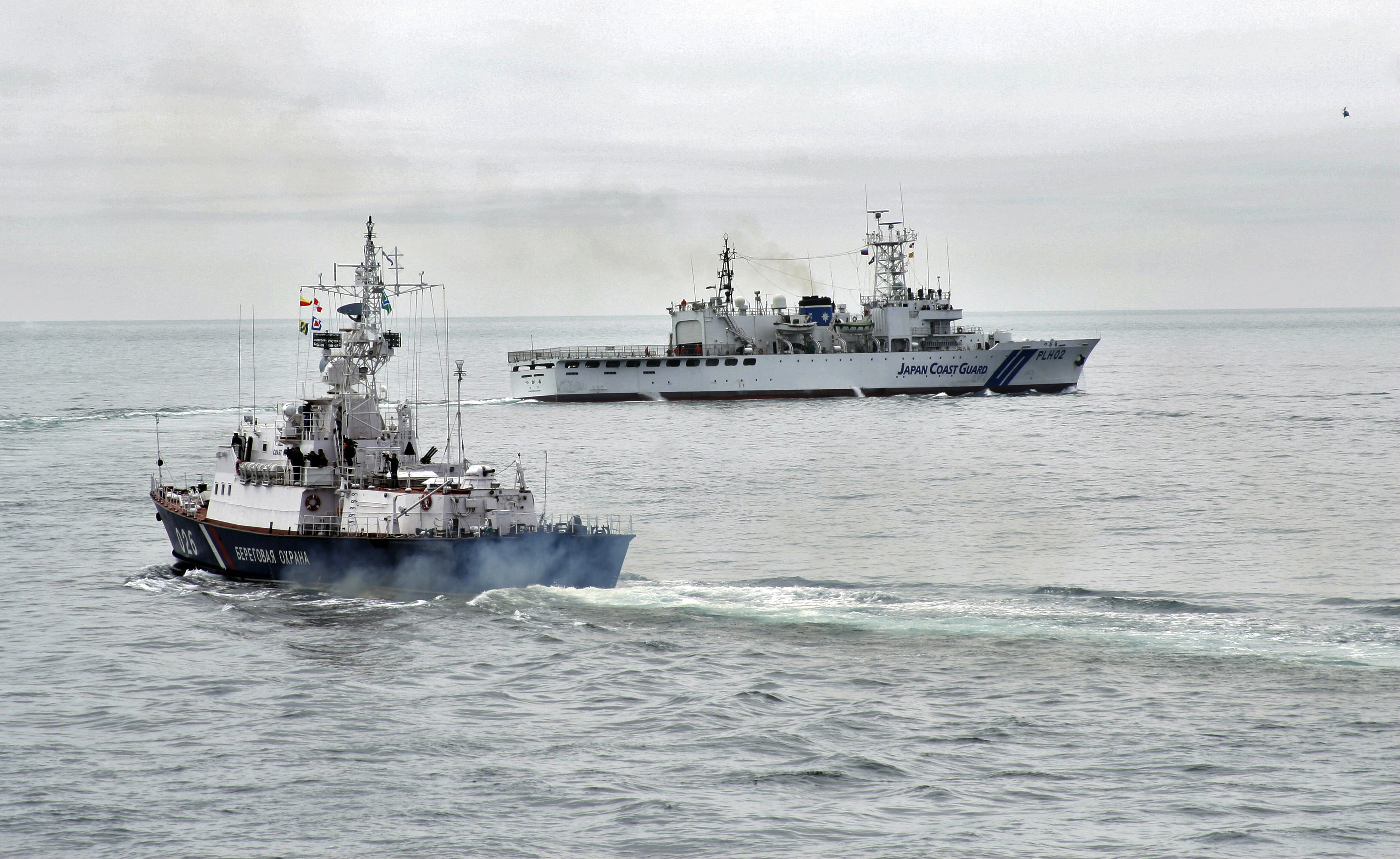
Ruské plavidlo Južno-Sachalinsk při cvičení s hlídkovou lodí Japonské pobřežní stráže Cugaru (PLH-02)

Hlídkový člun PSKR-901 projektu 10410 se v roce 1998 potopil v bouři u přístavu Korsakov na Sachalinu.